# Keilschwanzhühner
Die Keilschwanzhühner oder Waldfelsenhühner (Tetraophasis) sind eine Gattung in der Familie der Fasanenartigen. Es handelt sich um verhältnismäßig große Hühnervögel mit einem keilförmigen Schwanz. Dieser besteht aus 18 Federn, während bei den meisten Gattungen der Fasanenartigen der Schwanz aus vierzehn Federn besteht. Die Körperlänge der Keilschwanzhühner beträgt 48 bis 50 Zentimeter, wobei die Weibchen etwas kleiner als die Männchen bleiben. Ansonsten besteht kein auffälliger Geschlechtsdimorphismus. Beide Arten gleichen sich in ihrem Erscheinungsbild sehr. Sie kommen ausschließlich in China vor, ihr Verbreitungsgebiet überlappt sich allerdings nicht.
Die Bestandssituation beider Arten wurde 2016 in der Roten Liste gefährdeter Arten der IUCN als „Least Concern (LC)“ = „nicht gefährdet“ eingestuft.

## Arten
Die folgenden beiden Arten gehören zur Gattung der Keilschwanzhühner:
- Braunkehl-Keilschwanzhuhn (T. obscurus)
- Rostkehl-Keilschwanzhuhn (T. szechenyii)

## Belege

### Einzelbelege
1. ↑   Madge et al., S. 172
2. ↑  
Tetraophasis obscurus in der Roten Liste gefährdeter Arten der IUCN 2016. Eingestellt von: BirdLife International, 2016. Abgerufen am 28. Januar 2018.
3. ↑  
Guttera plumifera in der Roten Liste gefährdeter Arten der IUCN 2016. Eingestellt von: BirdLife International, 2016. Abgerufen am 28. Januar 2018.